# Vicepresidente dell'Uruguay
Il Vicepresidente dell'Uruguay (in spagnolo: Vicepresidente del Uruguay) o Vicepresidente della Repubblica Orientale dell'Uruguay (Vicepresidente de la República Oriental del Uruguay) è colui che esercita la carica di presidente della Repubblica in assenza del presidente. Mentre il presidente è in carica, il vicepresidente copre la presidenza della Camera dei senatori e dell'Assemblea generale dell'Uruguay.
Il presidente e il vicepresidente sono eletti per elezione popolare diretta. Sono scelti nella stessa candidatura presentata dal rispettivo partito. Nel caso in cui nessun candidato ottenga la maggioranza assoluta dei voti, si tiene un secondo turno tra le prime due maggioranze. In questo voto, il candidato che ottiene la maggioranza assoluta dei voti è il vincitore.
La vicepresidente attualmente in carica è Carolina Cosse.

## Storia
La carica di vicepresidente della Repubblica fu istituita nella Costituzione del 1934, ratificata dal plebiscito il 19 aprile dello stesso anno. In precedenza, in caso di posto vacante del Presidente della Repubblica, il Presidente del Senato assumeva la presidenza.
Il testo affermava: il Presidente e il Vicepresidente della Repubblica saranno eletti congiuntamente e direttamente dal popolo, con una maggioranza semplice di elettori, attraverso il sistema di doppio voto simultaneo. Tuttavia, una disposizione transitoria stabiliva che per il periodo tra il 1934 e il 1938 i cittadini eletti dalla III Convenzione costituente nazionale sarebbero stati presidente e vicepresidente della Repubblica, il che consentì all'allora dittatore, Gabriel Terra, di rimanere al potere per altri quattro anni, sebbene non incostituzionalmente. In questo modo, il primo vicepresidente della Repubblica, Alfredo Navarro, fu eletto attraverso questa procedura.
Dopo l'allontanamento di Terra dal potere e l'arrivo di Alfredo Baldomir, un nuovo testo costituzionale fu redatto e approvato dal pubblico il 29 novembre 1942, lo stesso giorno in cui si tenevano le elezioni nazionali per eleggere il presidente e il vicepresidente del Repubblica. Questa nuova costituzione ha mantenuto la posizione di vice presidente senza modifiche.
La Costituzione del 1952 istituì un sistema esecutivo collegiale, il Consejo Nacional de Gobierno (Consiglio del governo nazionale), che era composto da nove consiglieri eletti direttamente per quattro anni, senza rielezione immediata. Il presidente del Consiglio era designato su base rotante ogni anno tra i membri del Consiglio più votati e in ordine decrescente di collocamento nell'elenco. In questo modo la figura del vicepresidente della Repubblica fu nuovamente eliminata.
Nel 1967 fu approvato un nuovo testo costituzionale, votato tramite plebiscito il 27 novembre 1966. Esso eliminò il Consejo Nacional de Gobierno e riprese il sistema presidenziale, mantenendo anche la figura del vicepresidente. Questo testo (con alcune modifiche) è quello che rimane in vigore in Uruguay fino ai giorni nostri.
Durante la dittatura del 1973-1985 non vi era alcun vicepresidente.
È interessante notare che, ogni volta che il vicepresidente assume temporaneamente la presidenza della Repubblica a causa dell'assenza o dell'incapacità di esercizio della funzione, la carica di vicepresidente è temporaneamente occupata dal senatore dalla lista più votata dello stesso partito a cui appartengono il presidente e il vicepresidente. Ecco perché numerosi senatori sono stati visti sfilare durante la presidenza dell'Assemblea generale: Walter Santoro, Luis Bernardo Pozzolo, Eleuterio Fernández Huidobro, Lucía Topolansky, ecc.

## Elenco

Ex Vicepresidenti dell'Uruguay viventi
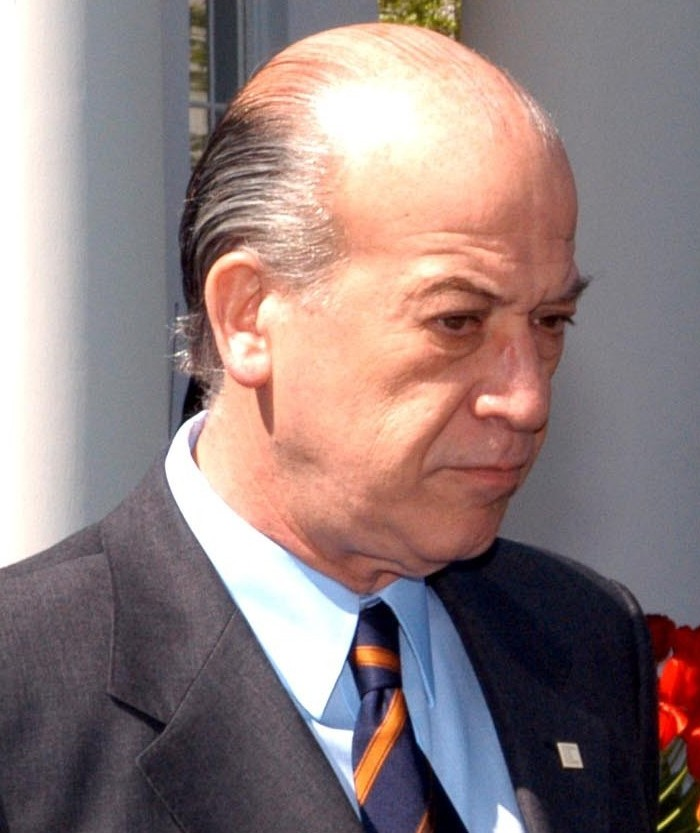
Hugo Fernández Faingold 1998–2000 1º marzo 1947
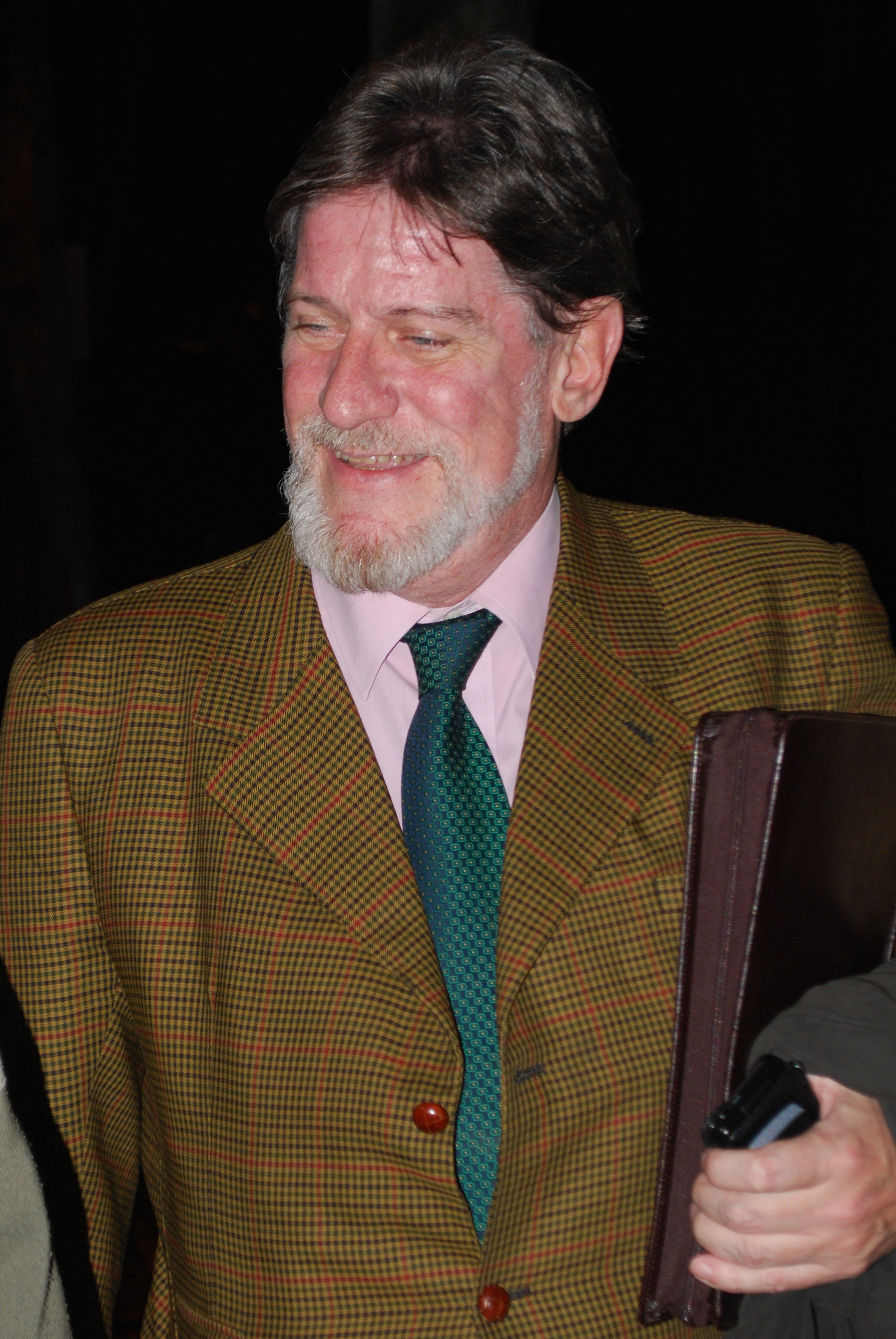
Luis Antonio Hierro López 2000–2005 6 gennaio 1947
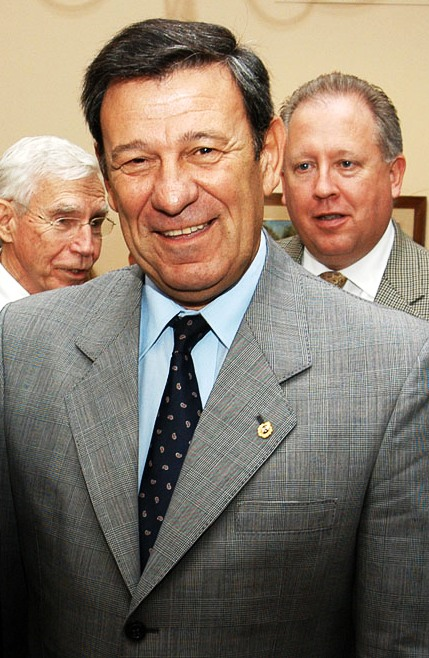
Rodolfo Nin Novoa 2005–2010 25 gennaio 1948
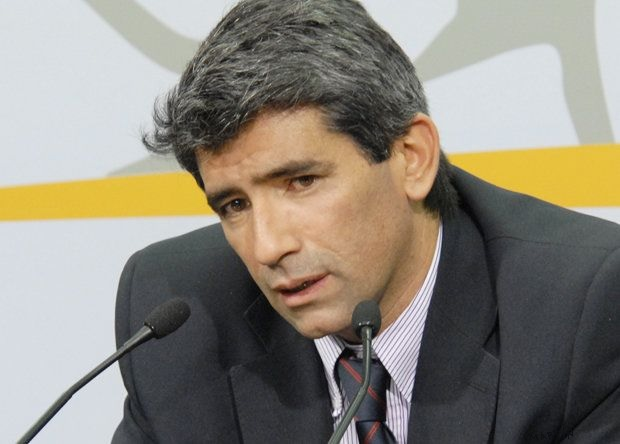
Raúl Sendic Rodríguez 2015–2017 29 agosto 1962
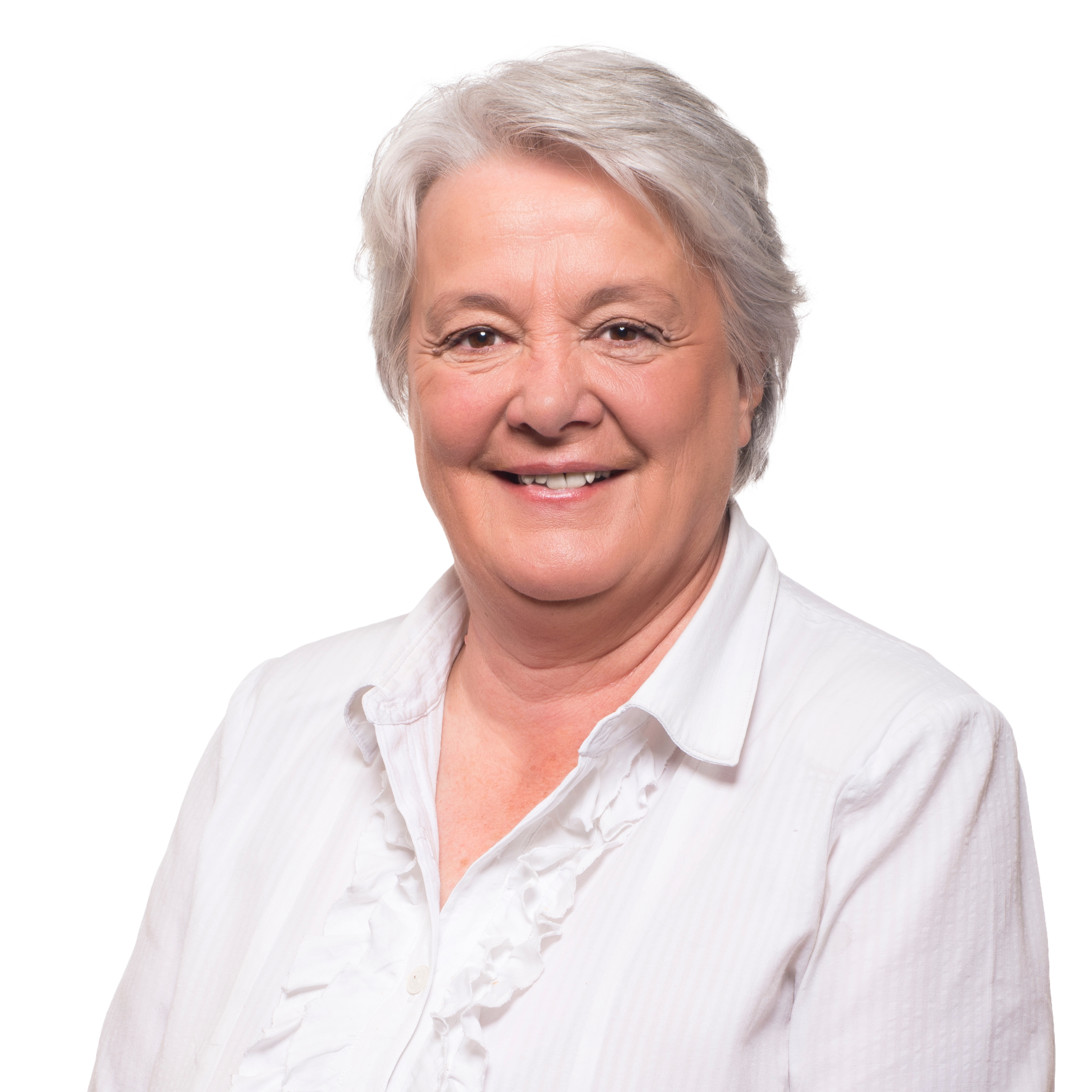
Lucía Topolansky 2017–2020 25 settembre 1944
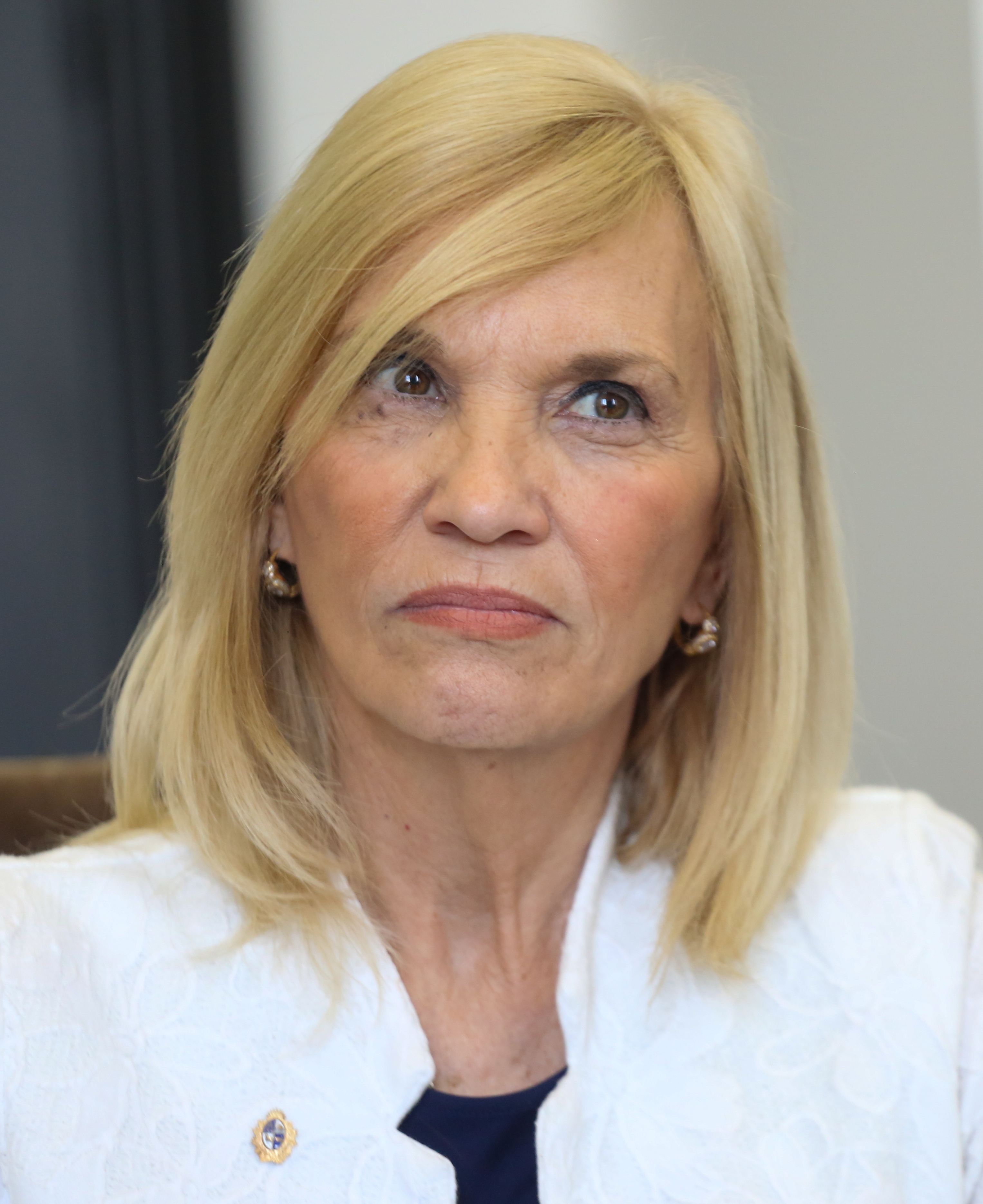
Beatriz Argimón 2020-2025 14 agosto 1961

## Sede
L'ufficio e la sede della vicepresidenza si trovano nel Palazzo Legislativo.